# Gordon Hodgson
Pour les articles homonymes, voir Hodgson.
Gordon Hodgson (16 avril 1904 - 14 juin 1951) était un sportif sud-africain, connu comme attaquant du club de football anglais de Liverpool, puis comme joueur de cricket en first-class cricket pour Lancashire. Il a également joué au baseball.
Il est le 4e meilleur buteur de l'histoire du championnat d'Angleterre de première division.

## Biographie
Hodgson naît de parents anglais en 1904 à Johannesbourg (alors dans la colonie du Transvaal, aujourd'hui dans la province du Gauteng en Afrique du Sud). 

### Footballeur
Hodgson est engagé par le manager de Liverpool Matt McQueen le 14 décembre 1925. Il fait ses débuts contre Manchester City à Maine Road le 27 février 1926, match qui se termine sur le score de 1-1. Il ouvre son compteur but onze jours plus tard avec à la clé un doublé face à l'autre club mancunien, Manchester United, à Old Trafford, le 10 mars. Le match se termine sur le score de deux buts partout. Il joue douze autres matchs jusqu'à la fin de la saison pour Liverpool, marquant quatre buts.
Gordon marque 18 buts lors de sa première saison complète avec le club, mais c'est lors de la saison 1930/1931 que Hogdson rentre dans l'histoire en battant le record de buts inscrit par un joueur de Liverpool, avec 36 réalisations, toutes en championnat, qui viennent s'ajouter aux 32 buts de la saison 1928/1929. Hodgson marque également 23 buts en 1927/1928, 27 en 1932/1933, 25 en 1933/1934 et 29 lors de la saison 1934/1935, des performances remarquables.
Lors de son passage à Liverpool, il dispute 378 matchs, marquant 240 buts, soit une moyenne de un but tous les 1,56 match. Le record de buts de Hodgson n'est pas battu avant l'émergence de 'Sir' Roger Hunt dans les années 1960. Hodgson marque 17 hat-tricks pour Liverpool, ce qui reste un record pour le club. Il réalise son premier hat-trick lors d'un match de première division contre Sheffield United à Anfield le 11 septembre 1926, où il marque aux 21e, 55e et 61e minutes, les deux autres buts étant marqués par Dick Forshaw.

## Statistiques

### Footballeur
- Clubs :
  - 1925-1936 :  Liverpool - 378 matchs, 240 buts
  - 1936-1937 :  Aston Villa - ? match(s), ? but(s)
  - 1937-1939 :  Leeds United - 82 matchs, 51 buts

- Sélections nationales :
  - 1930-1931 : Angleterre  - 3 apparitions, 1 but
  - 1924 : Afrique du Sud  - 1 apparition, 0 but

### Joueur de cricket
- 1928-1933 : Lancashire C.C.C. - 56 apparitions, 244 runs, 148 wickets[1]

### Manager de football
- 1946-1951 :  Port Vale FC